# Cylindromyia sternalis
Cylindromyia sternalis là một loài ruồi trong họ Tachinidae.